# Лазерна хімія
Ла́зерна хі́мія — розділ  фізичної хімії, що вивчає хімічні процеси, які виникають під дією лазерного випромінювання і в яких специфічні властивості лазерного випромінювання грають вирішальну роль.
Монохроматичність лазерного випромінювання дозволяє селективно збуджувати молекули одного виду, при цьому молекули інших видів залишаються не збудженими. Селективність збудження при цьому процесі обмежена лише ступенем перекривання смуг в  спектрі поглинання речовини. Таким чином, підбираючи частоту збудження, вдається не тільки здійснювати вибіркову активацію молекул, а й змінювати глибину проникнення випромінювання в зону реакції.
Можливість фокусування лазерного випромінювання дозволяє вводити енергію локально, в певну область об'єму, який займає суміш, що реагує. Лазерний вплив на хімічні реакції може бути тепловим і фотохімічним.